# 입자 수
열역학계에서의 입자 수 (또는 입자의 수)는 일반적으로 문자 N으로 표시되며, 해당 시스템을 구성하는 입자의 수이다. 입자 수는 화학 퍼텐셜과 결합하는 열역학의 기본 매개변수이다. 대부분의 물리량과 달리 입자 수는 무차원 수이다. 입자 수는 고려 중인 시스템의 크기에 정비례하므로 폐쇄형 시스템에서만 의미가 있는 광범위한 매개변수이다. 관련된 집중 시스템 매개변수는 시스템의 입자 수를 부피로 나누어 얻은 입자수밀도로 표시된다. 이 매개변수는 종종 소문자 n으로도 표시된다.